# Système TDPS
Le Système TDPS est l'ensemble hydrologique situé au Pérou, en Bolivie et, très partiellement au Chili, constitué par le lac Titicaca, par son émissaire le río Desaguadero, par le lac Poopó et le salar de Coipasa.
Les bassins de ces quatre entités forment en effet un ensemble hydrologique communicant, faisant en sorte que l'eau du lac Titicaca, puisse se retrouver finalement dans le salar de Coipasa, après avoir transité par le Desaguadero, le lac Poopó et son émissaire le río Laca Jahuira. C'est le grand système endoréique de l'altiplano sud-américain. À noter qu'il ne regroupe pas la totalité des bassins endoréiques de cette région, mais uniquement les bassins de lacs et de fleuves communicant entre eux. L'exclusion la plus notable du système est le salar d'Uyuni.
Le nom de TDPS est formé des initiales des quatre bassins formant le système : "T" pour Titicaca, "D" pour Desaguadero, "P" pour Poopó et "S" pour Salar de Coipasa.
Il se compose des quatre bassins principaux :
- Le bassin du lac Titicaca d'une superficie de 56 168 km2.
- Le bassin du río Desaguadero de 31 153 km2.
- Le bassin du lac Poopó de 23 880 km2.
- Enfin celui du salar de Coipasa de 32 699 km2 km².

Au total le système TDPS s'étend sur 143 900 km2.